# Rassemblement wallon
 (mars 2016).
Si vous disposez d'ouvrages ou d'articles de référence ou si vous connaissez des sites web de qualité traitant du thème abordé ici, merci de compléter l'article en donnant les références utiles à sa vérifiabilité et en les liant à la section « Notes et références ».
Le Rassemblement wallon (RW) est un des plus anciens partis politiques de Wallonie. 
Créé à la veille des élections de 1968, le Rassemblement wallon, présidé au début par François Perin, est avant tout un parti politique fédéraliste qui prit rapidement une place importante dans le paysage politique wallon jusqu'à obtenir 20 % des voix en Wallonie en 1971. Après un léger recul en 1974, il participa au gouvernement Tindemans (1974) et imposa une régionalisation préparatoire en vertu de l'article de la Constitution qui prévoyait l'institution de régions économiques. C'est à cette période que Paul-Henry Gendebien en prend le contrôle et provoque la rupture entre les différentes tendances de ce parti jusqu'alors pluraliste, imposant un « virage à gauche » inspiré librement de la doctrine de Proudhon. Cette division sera fatale à cette expérience unique de présence du Mouvement wallon sur la scène politique. Divisé en différentes factions, il disparaitra quasiment de la scène politique en 1985. Il sera relancé quelques années plus tard, mais n'a pas pu se présenter seul aux élections tant que le parti bruxellois FDF protégeait le sigle RW (les sigles des listes étaient limités à 6 caractères). De ce fait, il a fait partie du cartel séparatiste Union pour la Wallonie, appelé un temps W+, avant de donner son nom à l'ensemble du cartel qui est devenu un parti le 20 juin 2010.

## Genèse
Depuis le Congrès national wallon de 1945, puis à la suite de la grève de l’hiver 1960-1961, le fédéralisme agitait les consciences wallonnes. Les divergences entre Wallons et Flamands allaient croissant. Pourtant, pendant les années qui ont succédé à cette grève générale, les partis traditionnels refusaient d’enclencher le processus de fédéralisation de l'État belge. Les libéraux du PLP prônaient un unitarisme forcené, le Parti socialiste belge sabotait avec l'aide de la FGTB l'héritage d'André Renard et entravait l’avancée des militants wallons, enfin les sociaux-chrétiens du PSC refusaient de considérer le bien-fondé de la perspective fédéraliste.
Arriva le moment où le Parti socialiste belge (PSB) exclut des militants wallons, créant ainsi une dissidence wallonne, et où le PSC fut rattrapé par la volonté flamande de scinder l'université catholique de Louvain, durant à l'affaire de Louvain. 
Les questions auxquelles les partis traditionnels refusaient de répondre (la politique dite « du frigo ») devenaient un terrain de choix pour les dissidents : position des francophones sur Louvain, sur l’agglomération de Bruxelles, sur les rapports entre les communautés, sur les garanties contre la minorisation et sur l’avenir de la Wallonie. Les Fourons, dont la majorité de la population continuait à protester contre le rattachement au Limbourg, restait un point particulièrement litigieux dans le contentieux Wallonie-Flandre.
Cette liste de problématiques fut un terrain de choix pour la création d’un parti dont la priorité fut de faire aboutir le fédéralisme. C’est ainsi que le Rassemblement wallon se présenta comme « une association volontaire d’hommes libres, en rupture avec les formations politiques traditionnelles dont la carence a été si nuisible » à la Wallonie.
En opposition flagrante avec l’unitarisme forcené du PLP et avec la réserve du PSB et du PSC, le Rassemblement wallon (RW) dont la fondation fut officiellement annoncée le 7 mars 1968, fit feu de tout bois en faveur du fédéralisme.

## Action politique (1968-1985)
Le RW porta un coup d'arrêt à l'influence des libéraux et s'associa avec le FDF (parti défendant les francophones de Bruxelles) pour créer une formation unique le 21 mai 1968 tout en conservant chacun une large autonomie, le FDF-RW.
La dernière ligne droite avant la révision de la Constitution fut atteinte le 18 février 1970 : trois alinéas de la déclaration de Gaston Eyskens sonnaient définitivement le glas de la Belgique unitaire : « L'État unitaire est dépassé par les faits ».
Il faudra attendre le 24 décembre 1970 pour que la Constitution soit modifiée dans le sens du fédéralisme : la Belgique se compose désormais de quatre régions linguistiques, de trois communautés culturelles et de trois régions économiques. 
Au scrutin du 7 novembre 1971, le RW remporta une incontestable victoire au détriment du PLP dont ce fut l’effondrement (onze députés en moins). Du printemps 1965 à l’automne 1971, l'audience des partis fédéralistes (RW et FDF, mais aussi la Volksunie) n’a pas cessé de croître.
Pourtant, les milieux d'affaires restaient opposés au fédéralisme et sociaux-chrétiens et socialistes étaient déterminés à limiter l'influence des partis fédéralistes.
Le RW entra au gouvernement le 11 juin 1974, désireux de faire progresser la régionalisation. À défaut de pouvoir instaurer un système définitif, François Perin organisa une régionalisation préparatoire dont la concrétisation ne nécessitait qu'une loi votée à la majorité simple : la loi Perin-Vandekerckhove du 1er août 1974. Celle-ci organisa des comités ministériels exécutifs régionaux constitués au sein du gouvernement central et des conseils régionaux consultatifs composés de sénateurs.

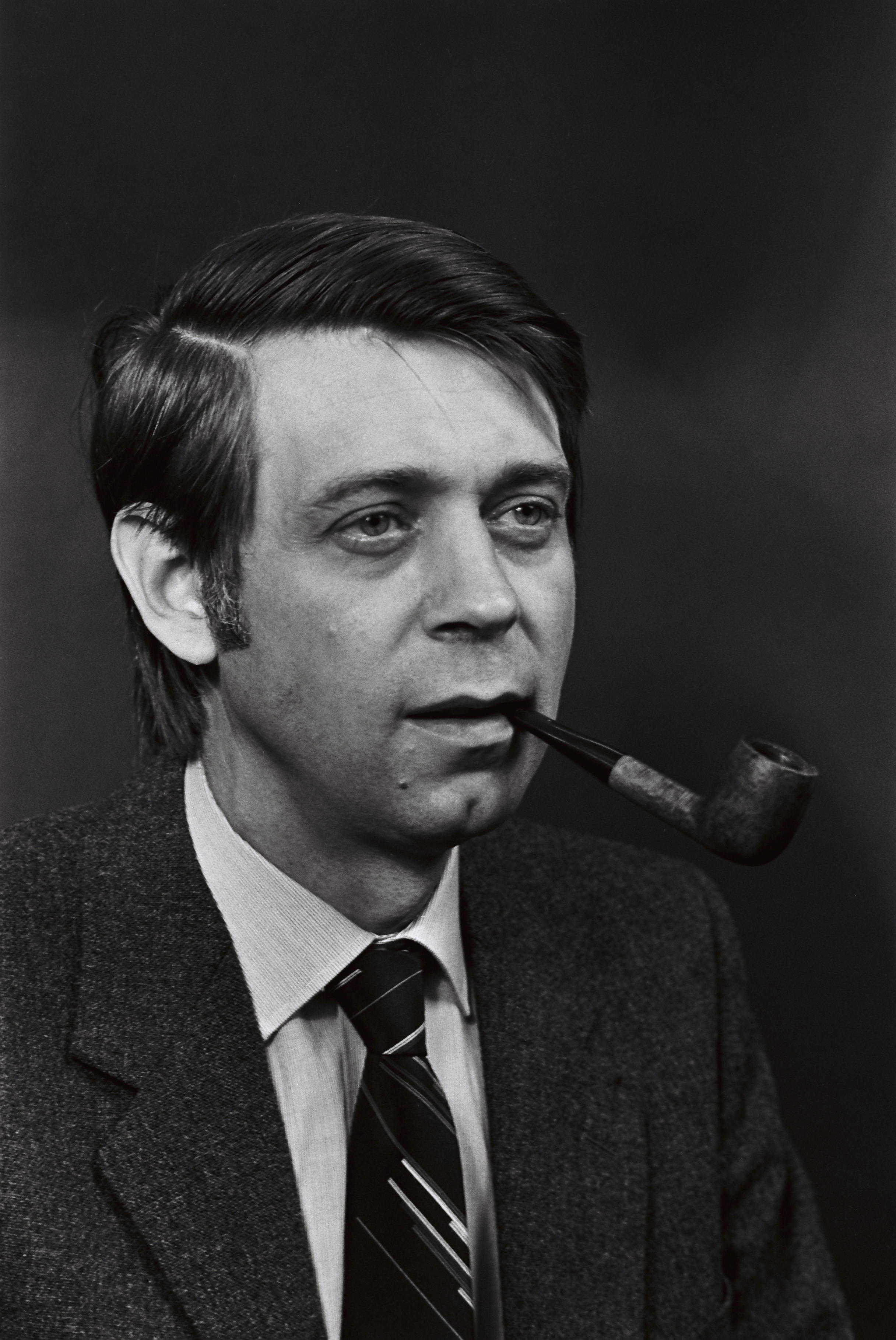
Portrait de Paul-Henry Gendebien (1979), président du Rassemblement wallon entre 1971 et 1981, et fondateur du Rassemblement Wallonie-France (1999).

Le 4 octobre, de nouveaux secrétaires d'État furent désignés pour rendre effective cette régionalisation. Le Comité ministériel wallon siégea pour la première fois à Namur le 25 novembre sous la présidence du ministre des Affaires wallonnes Alfred Califice (PSC). Le lendemain, on procéda à l'installation du Conseil régional wallon à Namur (le sénateur PLP Franz Janssens fut élu président). Mécontent de la tournure des événements, écarté du pouvoir, le PSB sabota les premiers pas de la régionalisation : durcir l'opposition en refusant de siéger au conseil régional provisoire, se retirer de la Société de développement régional (SDR) et du Conseil économique régional wallon (CERW).
Aux élections de 1977, le RW perdit quasiment la moitié de ses voix et sièges, à la suite d'une profonde réorientation à gauche opérée en décembre 1976 par son nouveau président Paul-Henry Gendebien partisan du « fédéralisme intégral » de Proudhon, il se maintint cependant aux élections de 1978, obtint même un beau succès aux élections européennes de 1979 grâce à la présence sur sa liste de membres du FDF dont Antoinette Spaak mais se divisa finalement à la suite de l'autoritarisme de Paul-Henry Gendebien à la veille des élections de 1981.
Les dissidents créèrent le Rassemblement populaire wallon, dirigé par deux sénateurs, Yves de Wasseige et Jean-Émile Humblet, plus marqué à gauche, qui s'est présenté en cartel avec le Parti socialiste qu'il allait de fait intégrer en 1984, tandis que le Rassemblement wallon proprement dit disparaît du Parlement aux élections de 1985.

## Influence sur l'évolution politique de la Belgique entre 1968 et 1985
Parti éphémèrement au pouvoir dans la constellation politique belge et wallonne (1968-1985), le Rassemblement wallon est initialement considéré comme une dissidence du Parti socialiste belge. Le ralliement de nombreux militants du RW au PS via le Rassemblement populaire wallon au début des années 1980 allait progressivement encourager le PS wallon sous la direction d'André Cools, puis de Guy Spitaels à adopter une ligne plus régionaliste. De fait en 1987 et 1988, sous l'impulsion des socialistes, un grand nombre de compétences furent transférés aux régions et aux communautés. En 1992, à l'étonnement général, le président du PS prit même la tête de la Région wallonne, ce qui ne semblait pas s'accorder avec son envergure « nationale ». En 1993, les forces politiques belges tant en Flandre (en échange du principe du « juste retour » qui veut que les richesses produites dans une région y reviennent) qu'en Wallonie s'accordèrent sur le principe de l'instauration d'un État fédéral, ce fédéralisme étant cependant unique au monde dans la mesure où les compétences des entités fédérées, d'ailleurs exclusives, se prolongent sur la scène internationale où leur liberté d'action n'est pas réellement limitée par l'État fédéral. Certains objectifs du Rassemblement wallon n'ont pas été complètement atteints, puisque si l'instauration du fédéralisme « à la belge » a arrêté le déclin économique de la Wallonie, il n'a pas permis son redressement.

## L'après 1985
(mars 2021).
- Si vous ne connaissez pas le sujet, laissez ce bandeau (vous pouvez alors contacter les auteurs).
- Si vous supprimez le contenu mis en cause (vous pouvez préalablement contacter les auteurs),

argumentez précisément cette suppression dans la page de discussion
(un manque de référence n'est pas un argument ; une recherche réelle de référence doit avoir été effectuée, être formellement documentée).
Après 1985, le Rassemblement wallon, emmené par André Libert (soutenu par Fernand Massart), continue à présenter quelques listes, avec différents partenaires, sous différents sigles mais les résultats électoraux ne sont plus au rendez-vous. De fait, le RW n'a plus que quelques élus communaux. Les présidents du parti seront successivement Fernand Massart, André Libert, Claude Thayse et Laurent Vandamme (2013). 

### Chronologie
En décembre 1999, création du Rassemblement Wallonie-France-Rassemblement Bruxelles-France (RWF-RBF) sur base d'une collaboration du Rassemblement wallon (RW) d'André Libert avec l'Alliance Démocratique Wallonne (ADW) formée en 1985 au sein du PSC par Paul-Henry Gendebien (ancien président du Rassemblement Wallon) et le Mouvement Wallon pour le Retour à la France (MWRF) de Maurice Lebeau. 

Drapeau tricolore bleu-blanc-rouge de la France marqué en son centre du coq wallon utilisé par les partisans de la réunion de la Wallonie à France, présents au sein du Rassemblement wallon.
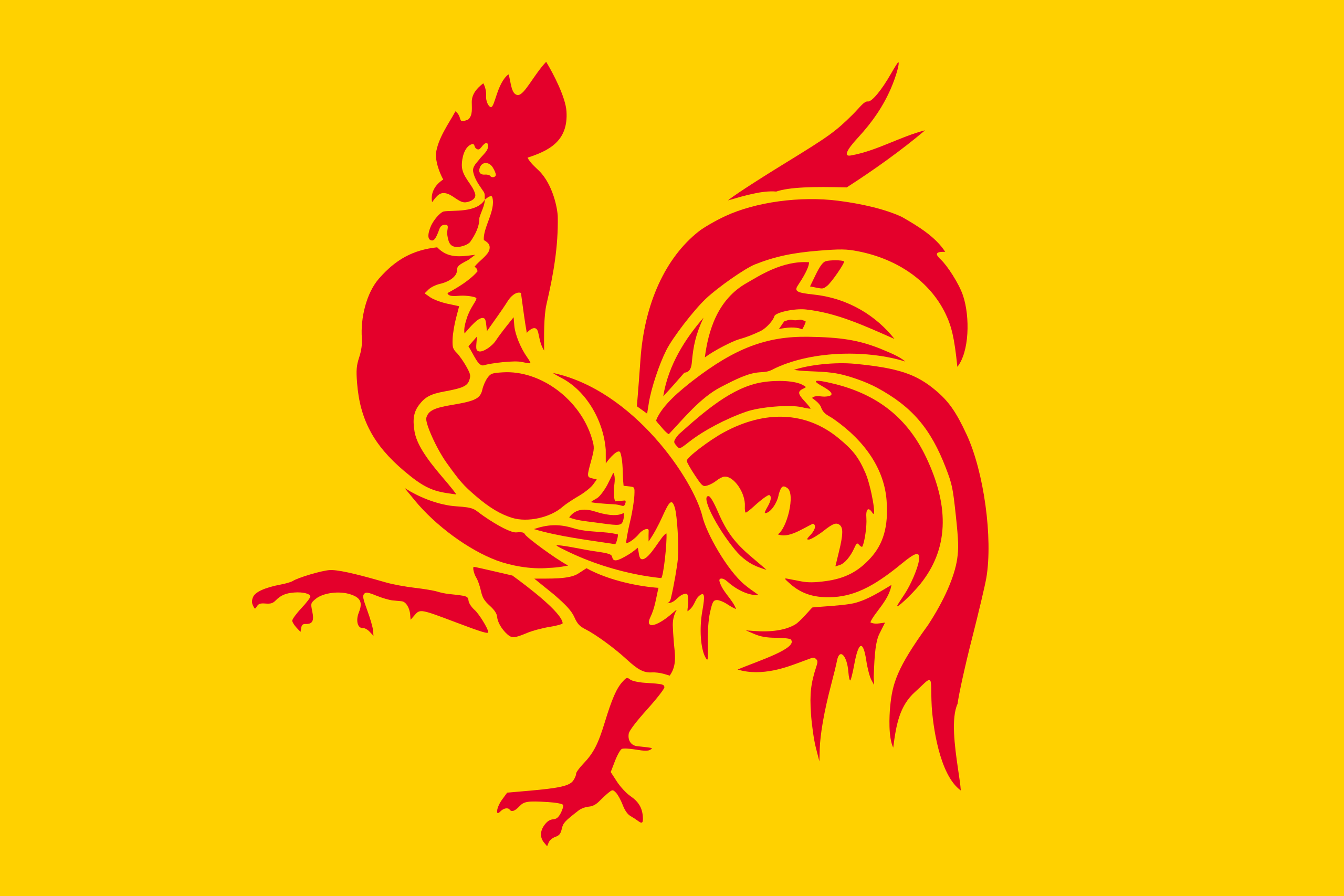
Drapeau de la Wallonie.

En janvier 2004, sous la conduite d'André Libert et de Michel Orban, le Rassemblement Wallon (RW) quitte le RWF-RBF pour relancer les listes Wallon. Ce pôle électoral devient l'Union pour la Wallonie, un rassemblement de partis démocrates et républicains wallons dont le but est de sortir la Wallonie de l'État belge pour lui proposer de choisir entre l'indépendance et la réunion à la France.
En avril 2004, le Rassemblement wallon fait alliance avec le parti rattachiste FRANCE, dirigé par Marie-France Jarbinet et Françoise Sneyers-Randour. Aux élections wallonnes de 2004, dans les trois seuls arrondissements où il s'est présenté, le parti de l'Union pour la Wallonie a récolté 1,49 % des voix dans l'arrondissement de Thuin (1,9 % dans le canton de Binche), 1,19 % dans l'arrondissement de Charleroi (1,49 % dans le canton de Fontaine-l'Évêque) et 1,1 % dans l'arrondissement de Soignies (1,45 % dans le canton de La Louvière). Dans la province de Namur, le mouvement des Citoyens wallons, en alliance avec le Mouvement socialiste Mouvement socialiste (Belgique), a recueilli 0,18 % des voix.
En juin 2005, l'alliance s'agrandit au mouvement Citoyens Wallons.
En mars 2006, c'est le parti social-démocratique italien de Salvatore Mannino, S.D. - P.S.D.I., qui rejoint le pôle Wallon ainsi que lors du scrutin provincial et communal d'octobre 2006 où c'est le RPW qui rejoint les listes Wallon, avec un très beau résultat d'estime dans le district de thuin pour la province de hainaut, ce ralliement se confirmera par la présence de nombreux militants RPW en 2007 sur les listes législatives. Aux élections provinciales de 2006, les listes Wallon ne seront présentes qu'en peu d'endroits et feront un faible score. Aux élections fédérales de juin 2007, le pôle a dû affronter une liste « Parti wallon ». Cette liste a partagé les votes régionalistes en Hainaut. Dans les trois circonscriptions provinciales wallonnes où il s'est présenté, le parti a récolté 0,47 % dans la province de Hainaut (avec un meilleur score de 2,80 % pour les électeurs de l'étranger), 0,51 % dans la province de Liège (avec un meilleur score de 1,99 % pour les électeurs de l'étranger) et 0,67 % dans la province de Namur (avec un meilleur score de 3,31 % pour les électeurs de l'étranger).
En juillet 2007, soit juste après les élections législatives, le mouvement Citoyens Wallons disparait, la plupart de ses membres, dont son leader, intégrant le Rassemblement wallon. 
Le 9 août 2007, pour d'obscures motivations le RPW est exclu du pôle (sans doute à cause de son refus absolu de considérer le rattachisme comme un vrai combat d'émancipation de la Wallonie).
En janvier 2008, le Rassemblement wallon, le parti France, W-S.D. forment ensemble l'Union pour la Wallonie.
Le 14 juin 2008, Claude Thayse, sous la présidence duquel le RWF a connu sa seule progression électorale, rejoint l'Union Pour la Wallonie. Le RW fête à cette occasion ses 40 ans d'existence à Fontaine-l'Evêque.
Aux élections wallonnes de 2009, dans les sept circonscriptions où il s'est présenté, le parti de l'Union pour la Wallonie a récolté 1,20 % des voix dans la circonscription de Charleroi (1,32 % dans le canton de Charleroi), 0,92 % des voix dans la circonscription de Tournai-Ath-Mouscron (1,88 % dans le canton d'Ath), 0,82 % des voix dans la circonscription de Thuin (0,9 % dans les cantons de Binche et de Merbes-le-Château), 0,78 % dans la circonscription de Soignies (1,05 % dans le canton de La Louvière), 0,72 % dans la circonscription de Verviers (1,14 % dans le canton de Dison), 0,61 % dans la circonscription de Nivelles (0,73 % dans le canton de Jodoigne) et 0,51 % dans l'arrondissement de Liège (0,62 % dans le canton Seraing).
Pour les élections anticipées du 13 juin 2010, l'UPW se présente sous le sigle W+.
Le 20 juin 2010, W+ est renommé Rassemblement wallon. 
Le 23 février 2011, le Rassemblement wallon tient son Assemblée générale statutaire à Namur. Celle-ci a approuvé les statuts, désigné les membres de son Comité directeur et élu Claude Thayse à la présidence.
À l'occasion du scrutin communal d'octobre 2012, le RW se présente sous son sigle dans quelques communes (Fontaine-L'Evêque, Gerpinnes, Charleroi, Quaregnon) - sans compter les candidats sur des listes communales de cartel, ainsi que, pour le scrutin provincial, dans les districts d'Ath, Charleroi, Châtelet, Fontaine, Thuin, Boussu et Nivelles.
Le 7 septembre 2013, les Assises du Rassemblement Wallon ont lieu à Charleroi, Place du Manège. Au cours de cette réunion, les membres élisent Laurent Vandamme d'Ath, président du parti, Caroline Vinckbooms, de Forchies, vice-présidente, Ludovic Libert, de Gerpinnes, secrétaire et Chantal Casanova, de Leernes, trésorière. À cette occasion, le parti lance sa campagne de récoltes de signatures en vue du scrutin du 25 mai 2014.
À cette occasion, le parti a pu déposer une liste complète pour l'élection de la Chambre en Hainaut (18 candidats effectifs et 18 suppléants, menée par Ludovic Libert), une liste pour le Parlement Wallon à Charleroi (menée par Caroline Vinckbooms), une à Thuin (menée par Valérie Coster) et une à Tournai-Ath-Mouscron (menée par Laurent Vandamme).